# Duty-free shop

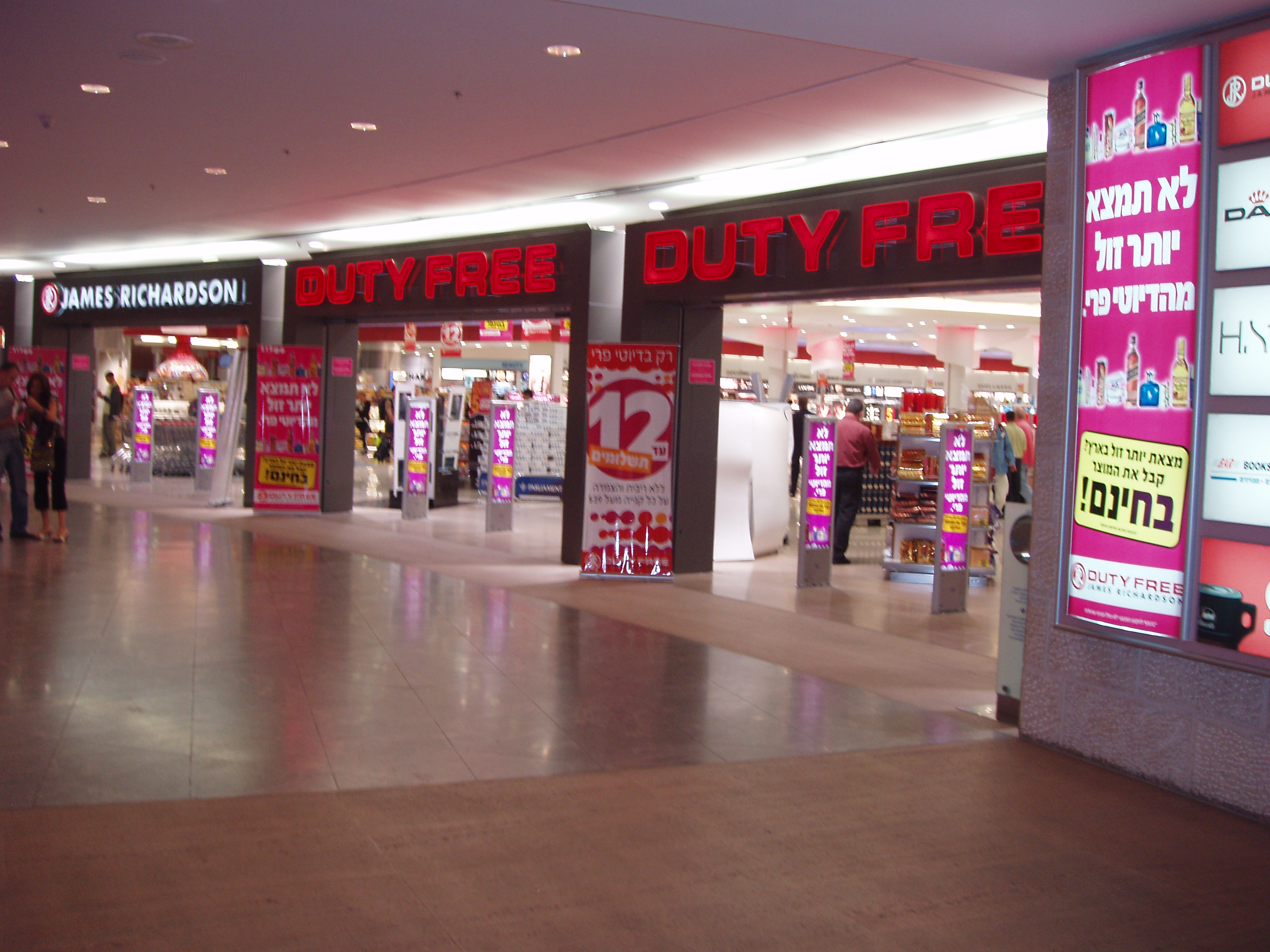
Negozi duty-free presso l'Aeroporto Internazionale Ben Gurion di Tel Aviv, Israele

Un duty-free shop (letteralmente «negozio senza imposte», in inglese), o semplicemente duty-free, è un negozio al dettaglio che non applica tutte le imposte locali o statali sulle merci in vendita. Questo genere di negozi si trova in zone franche come aeroporti, navi da crociera, scuole militari, o particolari aree geografico-amministrative (per esempio il comune di Livigno in Italia). Il primo duty-free venne aperto nell'aeroporto di Shannon in Irlanda nel 1947.

## Riferimenti normativi
- Artt. 146-147 della Direttiva 2006/112/CE del Consiglio, del 28 novembre 2006, relativa al sistema comune d’imposta sul valore aggiunto.